# شهدخوار خوش‌سیما
شهدخوار خوش‌سیما (نام علمی: Aethopyga bella) نام یک گونه از تیره شهدخواران است. این گونه بوم‌زاد فیلیپین است. زیستگاهش در مناطق نیمه‌گرمسیری یا مناطق گرمسیری در جنگل‌های کوهستانی می‌باشد.